# Tsjuder
Gli Tsjuder sono un gruppo black metal norvegese, fondato ad Oslo nel 1993.
Il nome della band deriva dal film L'arciere di ghiaccio. Tsjuder (o Ciudi) era una tribù mitologica della Russia del Nord.

## Storia del gruppo

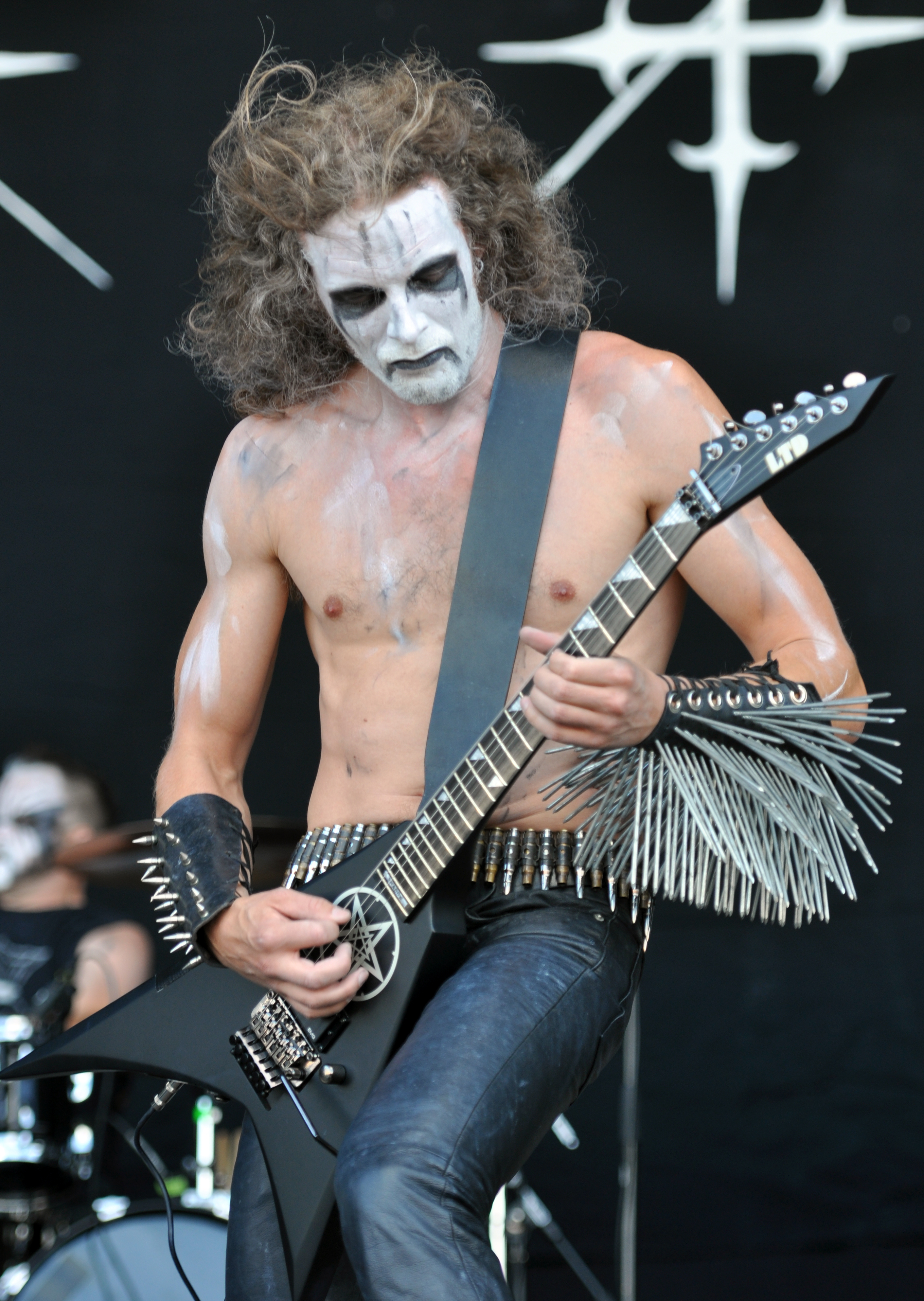
Draugluin al Party.San Metal Open Air 2013

Originari di Oslo, gli Tsjuder furono fondati nel 1993 dal bassista e cantante Nag e dal chitarrista Berserk. Dopo un anno la band registrò la prima demo a titolo Ved Ferdens Ende e, poco dopo, Berserk lasciò la formazione, venendo sostituito dal batterista Torvus per la seconda demo tape Possessed. L'anno seguente, Torvus fu allontanato dal gruppo e sostituito da Desecrator e, con l'aggiunta del chitarrista Diabolus Mort, fu registrato l'EP Throne of the Goat nel 1997. Nel 1998, Diabous Mort e Desecrator lasciarono la formazione, sostituiti da Blod e Arak Draconiiz con cui uscì il promo Atum Nocturnem nel 1999. L'anno seguente gli Tsjuder firmarono con la Drakkar Productions pubblicando il debutto Kill for Satan. Blod lasciò poi nel 2000, sostituito da Anti-Christian.
Dopo Kill for Satan, Arak Draconiiz fu sostituito da Pål. Nel 2001, Anti-Christian e lo stesso Pål uscirono dal gruppo, sostituiti da Jontho. Nel 2002 uscì il secondo album, Demonic Possession. Nel 2003 Anti-Christian tornò negli Tsjuder al posto di Jontho. La band firmò con la Season of Mist nel 2004, registrando l'album Desert Northern Hell.
Dal 2006 la band ha subito un susseguirsi di scioglimenti e riunioni. Nag ha anche creato un nuovo progetto a nome Krypt.

## Formazione

### Formazione attuale
- Nag (Jan-Erik Romøren) – basso, voce
- Draugluin (Halvor Storrøsten) – chitarra
- Anti-Christian (Christian Svendsen) – batteria

### Ex componenti
- Berserk – chitarra (1993–1995)
- Torvus – batteria (1995–1996)
- Desecrator – batteria (1997–1998)
- Diabolus Mort – chitarra (1997–1998)
- Blod – batteria (1998–1999)
- Arak Draconiiz – chitarra (1999–2000)
- Pål – chitarra (2000–2001)
- Jontho – batteria (2001–2003)

## Discografia

### Album studio
- 2000 - Kill for Satan (Drakkar Productions)
- 2002 - Demonic Possession (Drakkar Productions)
- 2004 - Desert Northern Hell (Season of Mist)
- 2011 - Legion Helvete (Season of Mist)
- 2015 - Antiliv (Season of Mist)

### EP
- 1997 - Throne of the Goat (Solistitium Records)
- 1999 - Atum Nocturnem (At War Records)

### Demo
- 1995 - Ved Ferdens Ende
- 1996 - Possessed

### Album dal vivo
- 2016 - Norwegian Apocalypse: Oslo vs Sandnes

### DVD
- 2006 - Norwegian Apocalypse